# Synodontis smiti
Synodontis smiti, longtail Synodontis hay Smit's Synodontis, là tên của một loài cá da trơn bơi lộn ngược và là loài đặc hữu của Cộng hòa Dân chủ Congo. Tại đó, chúng thường xuất hiện tại khu vực giữa và thượng nguồn lưu vực sông Congo. Vào năm 1902, nhà khoa học người Bỉ gốc Anh George Albert Boulenger đã mô tả loài cá này dựa trên mẫu vật thu thập được ở sông Ubangi, Banzyville. Tên loài smiti được đặt theo tên của Pierre Jacques Smit, người giúp đỡ George Albert Boulenger trong công việc.

## Mô tả
Tương tự như nhiều loài trong chi Synodontis, S. smitixương đỉnh đầu của chúng kéo dài ra phía sau đến tia vây đầu tiên của vây lưng thì dừng lại. Hai bên đầu chúng mọc ra hai cái xương hẹp, cứng, nhám, và đỉnh thì cùn. Nhờ bộ phận này mà các nhà nghiên cứu có thể nhận dạng được loài cá này.
Chúng có 3 cặp râu. Một cặp ở hàm trên thì dài, không phân nhánh, có thể có màng ở nối với cơ thể ở gốc, khi mở rộng thì có chiều dài ngắn hơn chiều dài của đầu một chút. Còn hai cặp ở dưới thì có độ dài không bằng nhau. Cặp ngoài cùng thì dài từ 2⁄5 đến 1⁄2 chiều dài của đầu còn cặp trong cùng thì dài 1⁄3 chiều dài của đầu và cả hai đều phân nhánh.
Tia vây đầu tiên của vây lưng và vây ngực thì cứng và có đỉnh nhọn. Ở phần lưng thì hơi cong, dài gần bằng chiều dài của đầu hoặc ngắn hơn một chút, phía trước thì mềm và phía sau thì nhiều răng cưa. Còn ở phần ngực thì dài bằng chiều dài của đầu và có răng cưa ở 2 bên. Vây hậu môn thì có 4 tia vây không nhánh và 6 đến 7 tia vây phân nhánh, đỉnh thì cùn. Vây đuôi thì chia ra làm 2 rất rõ ràng.
Ở hàm trên thì răng của chúng có hình cái đục, còn ở hàm dưới thì có hình chữ S (hay hình cái móc). Số lượng răng ở hàm dưới thường được dùng để phân biệt các loài, ở Synodontis caudovittatus thì hàm dưới có 16 đến 17 cái răng.
Cơ thể của loài cá này có màu nâu, đường vân màu cẩm thạch và đốm màu tối thì lờ mờ. Đốm tròn thì ở trên vây, có thể chúng xuất hiện theo một dải
Chiều dài của chúng khi trưởng thành có thể lên đến 22.2 cm (8.7 in). Nhìn chung thì cá thể giống cái thì to hơn giống đực dù cùng lứa tuổi với nhau.

## Môi trường sống và tập tính
Trong tự nhiên, loài cá này được biết là chúng sinh sống ở khu vực giữa và thượng lưu của lưa vực sông Congo. Chúng bị đánh bắt với mục đích tiêu thụ của con người.
Hành vi sinh sản của các loài trong chi Synodontis hầu như vẫn chưa rõ, ngoại trừ việc đếm được số lượng trứng từ việc đánh bắt được các cá thể cái. Mùa sinh sản thì có lẽ diễn ra vào mùa lũ từ tháng 7 đến tháng 10, rồi chúng bắt cặp và bơi cùng nhau đến hết mùa sinh sản. Tốc độ phát triển của chúng tăng nhanh vào năm đầu tiên rồi giảm dần theo từng năm.